# Muscle ary-aryténoïdien
Le muscle ary-aryténoïdien (ou muscle interarytenoïdien) est un muscle impair du larynx.
Il est constitué des deux muscles aryténoïdiens obliques formant son plan postérieur et du muscle aryténoïdien transverse formant son plan antérieur.